# Pouilly-les-Nonains
Pouilly-les-Nonains – miejscowość i gmina we Francji, w regionie Owernia-Rodan-Alpy, w departamencie Loara.
Według danych na rok 1990 gminę zamieszkiwało 1627 osób, a gęstość zaludnienia wynosiła 159 osób/km² (wśród 2880 gmin regionu Rodan-Alpy Pouilly-les-Nonains plasuje się na 525. miejscu pod względem liczby ludności, natomiast pod względem powierzchni na miejscu 1105.).